# Max Baur (Mediziner)
Max Baur (* 15. Februar 1893 in Wyhl; † 26. September 1936 in Travemünde) war ein deutscher Pharmakologe und Hochschullehrer. Er war von 1933 bis 1936 Rektor der Universität Marburg.

## Leben
Max Baur war der Sohn eines Hauptlehrers. Nach dem Abitur begann er 1912 ein Medizinstudium an den Universitäten München und Freiburg, das er nach Beginn des Ersten Weltkrieges unterbrach. Am Krieg nahm er von 1914 bis 1918 als Kriegsfreiwilliger teil, zuletzt als Leutnant der Reserve. Nach Kriegsende setzte er sein Studium ab Januar 1919 mit den Fächern Medizin sowie Chemie in Freiburg und Köln fort. Im Dezember 1920 beendete er sein Studium mit dem medizinischen Staatsexamen und wurde im Mai 1921 in Köln zum Dr. med. promoviert. Anschließend war er als Assistenzarzt an den Pharmakologischen Instituten der Universitäten Köln und Kiel tätig, außerdem an der Kölner Kinderklinik, wo er bereits sein Medizinalpraktikum abgeleistet hatte. 1924 habilitierte er sich für Pharmakologie und lehrte an der Universität Kiel zunächst als Privatdozent, ab 1928 als nichtbeamteter außerordentlicher Professor für Pharmakologie. 1931 wurde er als ordentlicher Professor für Pharmakologie an die Universität Marburg berufen.
Nach der "Machtergreifung" trat er 1933 der SS und zum 1. Mai desselben Jahres der NSDAP bei (Mitgliedsnummer 2.828.177). Baur wurde im Mai 1933 zunächst Dekan der Medizinischen Fakultät. Im November 1933 wurde er zum Rektor der Universität Marburg ernannt und bekleidete dieses Amt bis 1936. 1935 erhielt er einen Lehrauftrag für Luftfahrtmedizin. 1936 wurde Baur wegen "mangelnder Dienstauffassung" und "Ungeeignetheit" aus der SS entlassen. Im September 1936 stürzte er während einer Reserveübung der Luftwaffe auf dem Flugplatz der Erprobungsstelle See in Travemünde ab.